# 2002-es Formula–1 olasz nagydíj
A 2002-es Formula–1 világbajnokság tizenötödik futama az olasz nagydíj volt.

## Futam
|    | Rsz. | Versenyző            | Csapat           | Körök | Idő/Kiesések      | Start | Pontok |
| -- | ---- | -------------------- | ---------------- | ----- | ----------------- | ----- | ------ |
| 1  | 2    | Rubens Barrichello   | Ferrari          | 53    | 1:16:19.982       | 4     | 10     |
| 2  | 1    | Michael Schumacher   | Ferrari          | 53    | +0.255            | 2     | 6      |
| 3  | 16   | Eddie Irvine         | Jaguar-Cosworth  | 53    | +52.579           | 5     | 4      |
| 4  | 14   | Jarno Trulli         | Renault          | 53    | +58.219           | 11    | 3      |
| 5  | 15   | Jenson Button        | Renault          | 53    | +1:07.770         | 17    | 2      |
| 6  | 12   | Olivier Panis        | BAR-Honda        | 53    | +1:08.491         | 16    | 1      |
| 7  | 3    | David Coulthard      | McLaren-Mercedes | 53    | +1:09.047         | 7     |        |
| 8  | 9    | Giancarlo Fisichella | Jordan-Honda     | 53    | +1:10.891         | 12    |        |
| 9  | 11   | Jacques Villeneuve   | BAR-Honda        | 53    | +1:21.068         | 9     |        |
| 10 | 7    | Nick Heidfeld        | Sauber-Petronas  | 53    | +1:22.046         | 15    |        |
| 11 | 24   | Mika Salo            | Toyota           | 52    | +1 Kör            | 10    |        |
| 12 | 10   | Szató Takuma         | Jordan-Honda     | 52    | +1 Kör            | 18    |        |
| 13 | 22   | Alex Yoong           | Minardi-Asiatech | 47    | +6 Kör            | 20    |        |
| Ki | 6    | Juan Pablo Montoya   | Williams-BMW     | 33    | Alváz sérülés     | 1     |        |
| Ki | 4    | Kimi Räikkönen       | McLaren-Mercedes | 29    | Motor             | 6     |        |
| Ki | 23   | Mark Webber          | Minardi-Asiatech | 20    | Motor elektronika | 19    |        |
| Ki | 8    | Felipe Massa         | Sauber-Petronas  | 16    | Baleset           | 14    |        |
| Ki | 17   | Pedro de la Rosa     | Jaguar-Cosworth  | 15    | Baleset           | 8     |        |
| Ki | 25   | Allan McNish         | Toyota           | 12    | Felfüggesztés     | 13    |        |
| Ki | 5    | Ralf Schumacher      | Williams-BMW     | 4     | Motor             | 3     |        |

## A világbajnokság élmezőnyének állása a verseny után
| H  | Versenyzők         | Pont | H  | Konstruktőrök    | Pont |
| -- | ------------------ | ---- | -- | ---------------- | ---- |
| 1. | Michael Schumacher | 128  | 1. | Ferrari          | 189  |
| 2. | Rubens Barrichello | 61   | 2. | Williams-BMW     | 86   |
| 3. | Juan Pablo Montoya | 44   | 3. | McLaren-Mercedes | 57   |
| 4. | Ralf Schumacher    | 42   | 4. | Renault          | 20   |
| 5. | David Coulthard    | 37   | 5. | Sauber-Petronas  | 11   |

## Statisztikák
Vezető helyen:
- Ralf Schumacher: 3 (1-3)
- Juan Pablo Montoya: 1 (4)
- Rubens Barrichello: 40 (5-19 / 29-53)
- Michael Schumacher: 9 (20-28)

Rubens Barrichello 4. győzelme, 7. leggyorsabb köre, Juan Pablo Montoya 10. pole-pozíciója
- Ferrari 157. győzelme.